# Hapalogenys dampieriensis
Hapalogenys dampieriensis és una espècie de peix pertanyent a la família dels hemúlids.

## Descripció
- Pot arribar a fer 30 cm de llargària màxima.
- 11 espines i 13-14 radis tous a l'aleta dorsal i 3 espines i 8-9 radis tous a l'anal.[4][5]

## Hàbitat
És un peix marí, bentopelàgic i de clima tropical que viu entre 87 i 230 m de fondària.

## Distribució geogràfica
Es troba al nord i l'oest d'Austràlia.